# Luis Pérez Ramírez
Luis Hernán Pérez Ramírez (Santiago del Cile, 17 aprile 1965) è un ex calciatore cileno, di ruolo centrocampista.

## Carriera
Ha esordito con la Nazionale cilena nel 1989.